# 金陵镇 (南宁市)
金陵镇，是中华人民共和国广西壮族自治区南宁市西乡塘区下辖的一个镇。

## 行政区划
金陵镇下辖以下地区：
金城社区、金陵村、陆平村、三联村、东南村、南岸村、龙达村、双义村、刚德村、居联村、乐勇村、业仁村、邓圩村和广道村。其中业仁村为飞地，被隆安县包围，也是西乡塘区和广西区内唯一一块内飞地。